# Contrato de compraventa de automóviles
El contrato de compraventa es un contrato de acuerdo entre dos partes (bilateral), en dicho contrato de compraventa una de las partes a la que se le llama "vendedora" está en el deber y obligación de entregar un bien o un servicio (en este caso es un vehículo), mientras que la otra parte, a la que se llama "compradora" tiene la obligación de pagar una suma de dinero por el bien que será fijada por la parte vendedora.
Este contrato acredita que hemos comprado o vendido un vehículo, y que podremos hacer valer ante la Administración, en caso de producirse alguna incidencia –como una multa que no nos corresponde–, o ante la Justicia en caso de ser víctima de una estafa e incluso de un vicio oculto que no pudimos detectar al momento de realizar la operación. De ahí la importancia de quedarnos con un original del mismo.

## Datos que han de constar en el contrato

### Datos de las partes que intervienen
A la hora de confeccionar el contrato, hay que hacer constar el lugar y la fecha de su celebración, y es esencial identificar a las partes intervinientes, donde aparezcan los siguientes datos
- Nombre
- Apellidos
- Número de DNI, NIE o CIF
- Un domicilio válido para notificaciones que, en el caso del comprador, será aquel que va a figurar en Tráfico.

Si interviene una empresa, además se habrá de consignar los datos de la persona que actúa en su representación.

### Datos del vehículo
También, hay que identificar el vehículo de la manera más específica posible, haciendo constar:
Modelo de contrato de compra-venta de coche entre particulares
- Marca
- Modelo,
- Matrícula,
- Número de bastidor
- Kilómetros que tiene el coche en ese momento, pues desde 2015 éstos se van a hacer constar en el permiso de circulación para evitar las estafas que se producen con motivo de la alteración ilegal del kilometraje.

### Otros datos a mencionar en el contrato
Como en todo contrato, hay que definir qué van a hacer las partes, es decir, que el vendedor es titular del vehículo objeto de la compra-venta y que se lo va a vender al comprador, reflejando el importe y las condiciones en que éste acepta adquirirlo.